# Нехоже — Щецин
Нехоже – Щецин – трубопровід-перемичка, який сполучатиме систему Baltic Pipe із газотранспортною системою Польщі.
На початку 2020-х планується завершити спорудження газогону Baltic Pipe, котрий перетинатиме Балтійське море та доправлятиме блакитне паливо норвезького походження до Польщі. Він виходитиме на узбережжя в районі Нехоже, від якого далі до приймального терміналу Конажево пролягатиме ділянка довжиною 4,5 км, виконана в діаметрі 900 мм. Від Конажево до компресорної станції Голенюв (поблизу Щецина) прямуватиме трубопровід довжиною 78,5 км та даіметром 1000 мм. Тут ресурс передаватиметься до системи Щецин – Страхотина.
Можливо також відзначити, що до станції Голенюв з 2015-го через інший трубопровід-перемичку Свіноуйсьце – Щецин вже подається блакитне паливо, імпортоване через термінал ЗПГ Свіноуйсьце.